# Termaillage
Le termaillage est une technique non financière de gestion du risque de change par une entreprise commerciale.
Il consiste à anticiper ou retarder les paiements (décaissements) ou encaissements selon les anticipations sur le cours des devises.
|                                  | Importations          | Exportations          |
| La devise du contrat s'apprécie  | Accélérer le paiement | Retarder le paiement  |
| La devise du contrat se déprécie | Retarder le paiement  | Accélérer le paiement |

Exemple illustratif :
Une PME française exporte un bien vers les États-Unis pour un contrat dont la valeur est fixée en dollar.
- Si le dollar (monnaie du contrat) s'apprécie dans le temps par rapport à l'euro : la PME française souhaite retarder le paiement et bénéficier ainsi de la hausse du dollar par rapport à l'euro.
- Si le dollar (monnaie du contrat) se déprécie dans le temps par rapport à l'euro : la PME française souhaite accélérer le paiement et bénéficier ainsi de la hausse de l'euro par rapport au dollar.